# جاست بليز
جاست بليز (بالإنجليزية: Just Blaze)‏ هو دي جيه ومنتج أسطوانات وملحن أمريكي، ولد في 8 يناير 1978 في باترسون في الولايات المتحدة.

## وصلات خارجية
- جاست بليز على موقع ميوزك برينز (الإنجليزية)
- جاست بليز على موقع ميوزك برينز (الإنجليزية)
- جاست بليز على موقع أول ميوزيك (الإنجليزية)
- جاست بليز على موقع أول ميوزيك (الإنجليزية)
- جاست بليز على موقع أول ميوزيك (الإنجليزية)
- جاست بليز على موقع ديسكوغز (الإنجليزية)
- جاست بليز على موقع ديسكوغز (الإنجليزية)